# Antirrhinum latifolium
Antirrhinum latifolium är en grobladsväxtart. Antirrhinum latifolium ingår i släktet lejongapssläktet, och familjen grobladsväxter.

## Underarter
Arten delas in i följande underarter:
- A. l. intermedium
- A. l. latifolium

## Bildgalleri

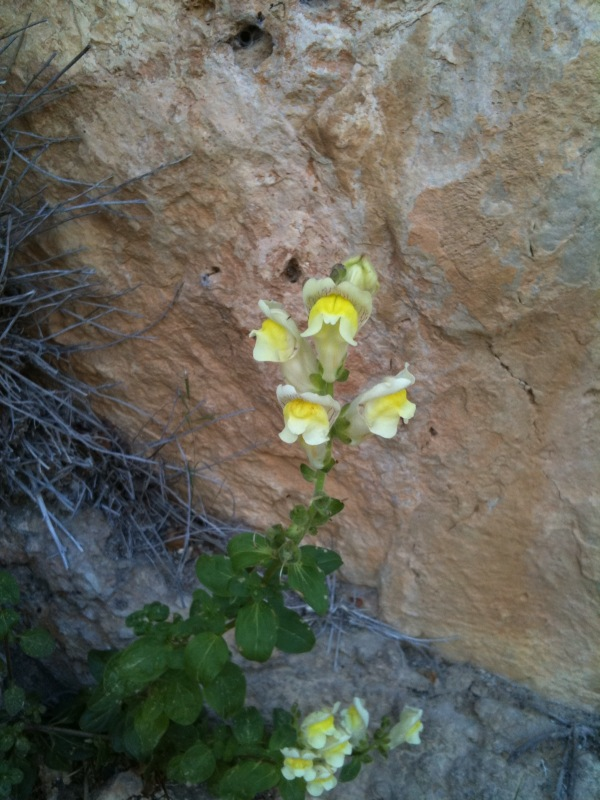